# Robert Huber (tirador)
Robert Huber   (Hèlsinki, 30 de març de 1878 - Hèlsinki, 25 de novembre de 1946) va ser un tirador finlandès que va disputar dues edicions dels Jocs Olímpics a començaments del segle xx. Era germà del també tirador Konrad Huber.
El 1912 va prendre part en els Jocs Olímpics d'Estocolm, on va disputar dues proves del programa de tir. Fou cinquè en la prova de fossa olímpica per equips i trentè en la prova individual de fossa.
Dotze anys més tard, als Jocs de París, va guanyar la medalla de bronze en la prova de fossa olímpica per equips del programa de tir, juntament amb Werner Ekman, Konrad Huber, Toivo Tikkanen, Georg Nordblad i Karl Magnus Wegelius.